# NSG Hansdorfer Brook
NSG Hansdorfer Brook este o arie protejată (arie de protecție specială avifaunistică — SPA) din Germania întinsă pe o suprafață de 257 ha, integral pe uscat.

## Localizare
Centrul sitului NSG Hansdorfer Brook este situat la coordonatele 53°42′52″N 10°11′40″E / 53.7144°N 10.1944°E.

## Înființare
Situl NSG Hansdorfer Brook a fost declarat arie de protecție specială avifaunistică în octombrie 1997 pentru a proteja 11 specii de animale.

## Biodiversitate
Situată în ecoregiunea atlantică, aria protejată nu include niciun habitat protejat.
La baza desemnării sitului se află mai multe specii protejate de  păsări (11): fâsă de luncă (Anthus pratensis), erete de stuf (Circus aeruginosus), ciocănitoarea de stejar (Dendrocopos medius), muscar negru (Ficedula hypoleuca), becațină comună (Gallinago gallinago), Grus grus grus, capîntortură (Jynx torquilla), sfrâncioc roșiatic (Lanius collurio), Numenius arquata arquata, viespar (Pernis apivorus), mărăcinar (Saxicola rubetra).